# Jean-Frédéric Edelmann
Jean-Frédéric Edelmann (Johann Friedrich Edelmann, * 5. Mai 1749 in Straßburg; † 14. Juli 1794 in Paris) war ein elsässischer Cembalist und Komponist.

## Leben
Edelmann, der einer protestantischen Orgel- und Cembalobauerfamile entstammte, studierte gemeinsam mit seinem Freund Philippe-Frédéric de Dietrich, dem Sohn seines Gönners Baron De Dietrich, an der protestantischen Universität Straßburg Jura und Musik. Edelmann lebte von 1774 bis 1789 in Paris, anfänglich im Hause eines Baron Bagge. Er verdiente seinen Lebensunterhalt als Pianist und Klavierlehrer, wo er unter anderem Kontakt zu Christoph Willibald Gluck hatte. Zu seinen Klavierschülern gehörten Étienne-Nicolas Méhul und Jean-Louis Adam.
Zu Beginn der Französischen Revolution wurde Edelmann 1789 zum Administrator des Départements Bas-Rhin ernannt und sein Freund de Dietrich zum Straßburger Bürgermeister. Am 14. Juli 1794 wurde Edelmann in Paris als Vorsteher der Straßburger Jakobiner guillotiniert.

## Werk
Edelmann komponierte zwei Opern, ein Oratorium „Esther“, das 1781 beim Concert spirituel aufgeführt wurde, zahlreiche Arietten für Cembalo, Arien sowie eine Anzahl Sammlungen mit Kammermusik für Cembalo und Begleitinstrumente.

## Werke (Auswahl)
- Bühnenwerke
  - La Bergère des Alpes, scène lyrique, 1781
  - Ariane dans l’isle de Naxos drame lyrique, 1782
  - Diane et l’amour opéra-ballet, 1802

- Cembalosonaten
  - 6 Sonates, op. 1, pour clavecin, avec violon ad libitum (Paris, 1775)
  - 6 Sonates, op. 2, pour clavecin (Paris, 1775)
  - 4 Sonates, op. 5, pour clavecin (Paris, 1777)
  - 3 Sonates, op. 6, pour clavecin (Paris, 1778)
  - 2 Sonates, op. 7, pour clavecin (Paris, 1779)
  - 3 Sonates, op. 8, pour clavecin avec l’accompagnement d’un violon (Paris, 1775)
  - 4 Sonates, op. 10, pour clavecin (Paris, 1782)

- Kammermusik
  - 4 Quatuors, op. 9, für Cembalo, 2 Violinen und Viola (Paris, 1781)
  - Concerto op. 12 pour le clavecin, avec accompagnement  de deus violons, deux hautbois, deux cors, & d’une contrebasse.
  - 4 Sonates en quatuor, op. 13, für Cembalo et 2 Violinen und Bassinstrument ad libitum (Paris, 1784)
  - 3 Concerts, op. 14, für Cembalo, 2 Violinen und Viola (Paris, 1785)
  - 4 Divertissements, op. 15, für Cembalo, 2 Violinen und Viola (Paris, 1786)